# Walter E. Williams
Walter Edward Williams (31 de março de 1936 – 1 de dezembro de 2020) foi um economista, comentarista e acadêmico norte-americano. Williams foi o John M. Olin Distinguished Professor of Economics na George Mason University, bem como colunista sindicalizado e autor. Conhecido por suas visões liberais e libertárias clássicas,  os escritos de Williams frequentemente apareciam em Townhall, WND e Jewish World Review. Williams também foi um popular apresentador convidado do programa de rádio de Rush Limbaugh quando Limbaugh não estava disponível. 

## Infância e educação
Williams nasceu na Filadélfia em 31 de março de 1936.  Sua família durante a infância consistia em sua mãe, sua irmã e ele; O pai de Williams não desempenhou nenhum papel na criação de Williams ou de sua irmã.  A família inicialmente morou no oeste da Filadélfia, mudando-se para o norte da Filadélfia e para os conjuntos habitacionais de Richard Allen quando Williams tinha dez anos. Seus vizinhos incluíam um jovem Bill Cosby. Williams conhecia muitos dos indivíduos de quem Cosby fala desde a infância, incluindo Weird Harold e Fat Albert. 

## Carreira acadêmica
Durante seus estudos de doutorado, Williams foi instrutor de economia no Los Angeles City College de 1967 a 1969, e no Cal State Los Angeles de 1967 a 1971. 
Em 1980, Williams ingressou como professor na faculdade de economia da George Mason University em Fairfax, Virgínia. Nesse mesmo ano, Williams começou a escrever uma coluna sindicalizada, "A Minority View", para o Heritage Features Syndicate, que se fundiu com Creators Syndicate em 1991.  De 1995 a 2001, Williams presidiu o departamento de economia da George Mason.  Os cursos ministrados por Williams na George Mason incluíam "Microeconomia Intermediária" para estudantes de graduação e "Teoria Microeconômica I" para estudantes de pós-graduação.   Williams continuou a lecionar na George Mason até sua morte em 2020. 
Em sua carreira de quase cinquenta anos, Williams escreveu centenas de artigos de pesquisa, resenhas de livros e comentários para jornais acadêmicos, incluindo o American Economic Review, Policy Review e Journal of Labor Research, bem como jornais populares, incluindo The American Spectator, Newsweek, Reason, e The Wall Street Journal. 
Williams recebeu um diploma honorário da Universidade Francisco Marroquín. Ele atuou em conselhos consultivos, incluindo o Conselho de Revisão de Estudos Econômicos da National Science Foundation, da Reason Foundation, do National Tax Limitation Committee e do Hoover Institute.  
Ele escreveu dez livros, começando em 1982 com The State Against Blacks e America: A Minority Viewpoint.  Ele escreveu e apresentou documentários para a PBS em 1985. O documentário "Boas Intenções" foi baseado em seu livro The State Against Blacks. 

## Visões econômicas e políticas
Como economista, Williams foi um defensor da economia de livre mercado e se opôs aos sistemas socialistas de intervenção governamental.  Williams acreditava que o capitalismo laissez-faire era o sistema mais moral e produtivo que os humanos já conceberam. 